# Aneura biflora
Aneura biflora là một loài rêu trong họ Aneuraceae. Loài này được Colenso mô tả khoa học đầu tiên năm 1885.